# Prosthechea garciana
Prosthechea garciana es una orquídea epífita originaria de Venezuela.

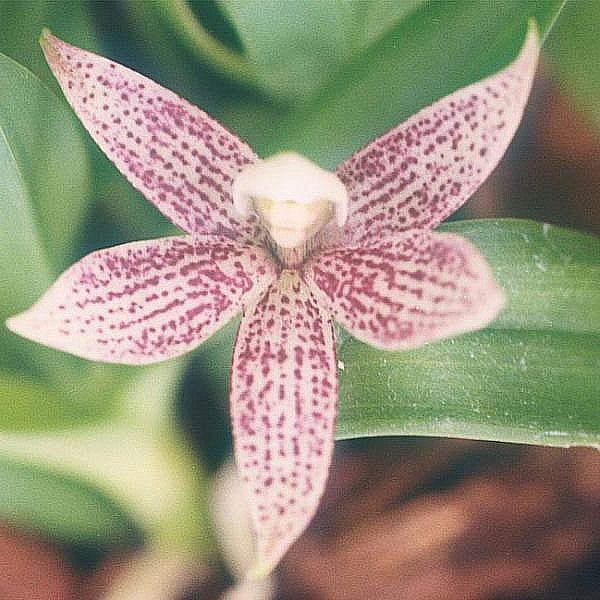
Flor

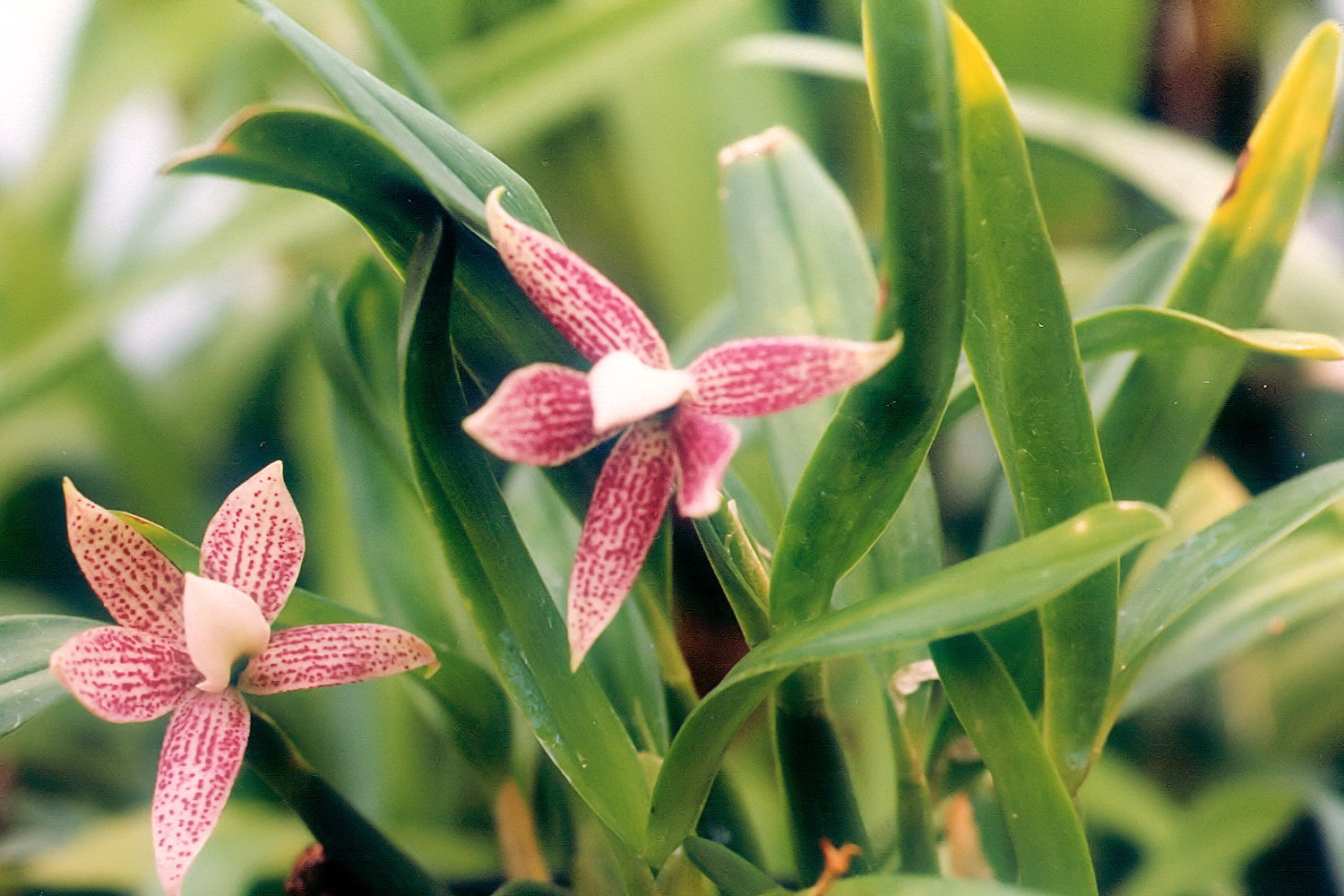
Vista de la planta

## Descripción
Es una orquídea de tamaño pequeño, con hábitos de epifita con pseudobulbo con forma ovoide, que se estrecha en ambos extremos y están  subtendidos por un par de vainas escariosas que llevan  una sola hoja, apical, lanceolada y minuciosamente bidentada que es basalmente conduplicada. Florece en el otoño en Venezuela en una inflorescencia terminal de 3,5 cm de largo, inflorescencia que surge en un pseudobulbo maduro y presenta la flor en la mitad de la hoja. La flor es no- retorcida, de muy larga duración (6 a 8 semanas para una flor) y muy fragante si se expone a la luz solar.

## Distribución y hábitat
Se encuentra en Venezuela  en elevaciones alrededor de 1.200 metros en los bosques de nubes. 

## Taxonomía
Prosthechea garciana fue descrito por (Garay & Dunst.) W.E.Higgins y publicado en Phytologia 82(5): 378. 1997[1998].
Etimología
Prosthechea: nombre genérico que deriva de las palabras griegas: prostheke (apéndice), en referencia al apéndice en la parte posterior de la columna.
garciana: epíteto  otorgado en honor de García, un entusiasta de las orquídeas venezolano,
Sinonimia
- Anacheilium garcianum (Garay & Dunst.) Withner & P.A.Harding
- Encyclia garciana (Garay & Dunst.) Carnevali & I.Ramírez
- Epidendrum garcianum Garay & Dunst.[3][4]